# 1969 na Alemanha
Esta é uma cronologia dos fatos acontecimentos de ano 1969 na Alemanha.

## Eventos
- 26 de fevereiro: O presidente dos Estados Unidos, Richard Nixon, faz uma visita à Alemanha Ocidental.[1]
- 28 de setembro: A sexta eleição ocorre para eleger para o Bundestag.[1]